# 몰타 증권거래소

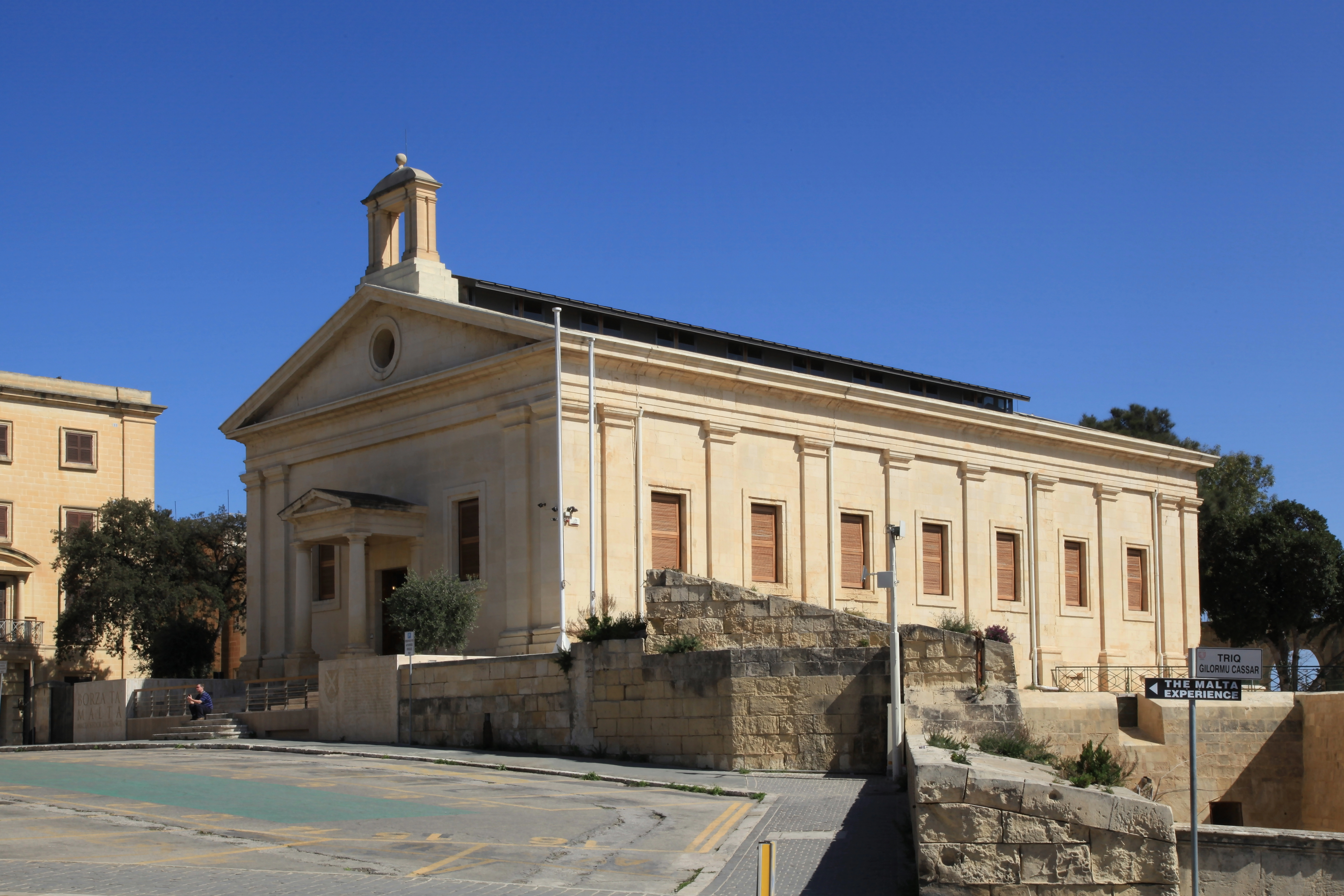

몰타 증권거래소(몰타어: Borża ta' Malta, 영어: Malta Stock Exchange)는 몰타의 몰타 증권거래소이다. 1992년 설립된 이후 사실상 몰타 정부의 국가채무는 모두 몰타 국채와 2차 시장에서 상장·거래되는 국고어음 형태로 발행된 반면에, 증권거래소는 회사채와 자본의 발행을 통해 민간부문의 자본을 조달하는 데 핵심이 되어 왔다.
투자기반이 7만 5,000 명 이상의 개인투자자로 구성되어, 몰타의 경제규모와 인구를 감안하면 상당한 숫자이다. 몰타 증권거래소의 초점은 국내 시장을 지속적으로 개발하고 지원하는 동시에 국제 기업들이 거래소에 상장하도록 유도하고, 이것이 가져다주는 EU 내에서 여권성을 향유하는 것이다.